# Acer longipes
Acer longipes är en kinesträdsväxtart. Acer longipes ingår i släktet lönnar, och familjen kinesträdsväxter.

## Underarter
Arten delas in i följande underarter:
- A. l. firmianioides
- A. l. longipes